# 샤흐리잣 압둘 잘릴
샤흐리잣 압둘 잘릴(말레이어: Shahrizat Abdul Jalil)은 말레이시아의 여성 정치인으로 前 여성가족지역사회개발부(이하 여성부) 장관을 지냈다. 과거 13년간 름바흐판타이 지역의 국회의원 및 상원의원을 지냈다.
2011년부터 2012년에 이르는 시기 동안 그녀와 가족들이 국립 가축사업 기업의 공금을 유용한 사실이 밝혀져 큰 논쟁이 되었으며, 이 일로 상원의원직 및 여성부 장관직을 사임하였다. 2012년 5월 반부패위원회(MACC)에 의해 그녀가 국립 가축사업 기업과 했던 혐의가 벗겨졌다.
현재 통일말레이국민조직(UMNO)과 국민전선(BN)의 여성의장이다. 모하마드 살레흐 이스마일과 결혼했으며 슬하 3명의 아이를 두고 있다.